# زبدة

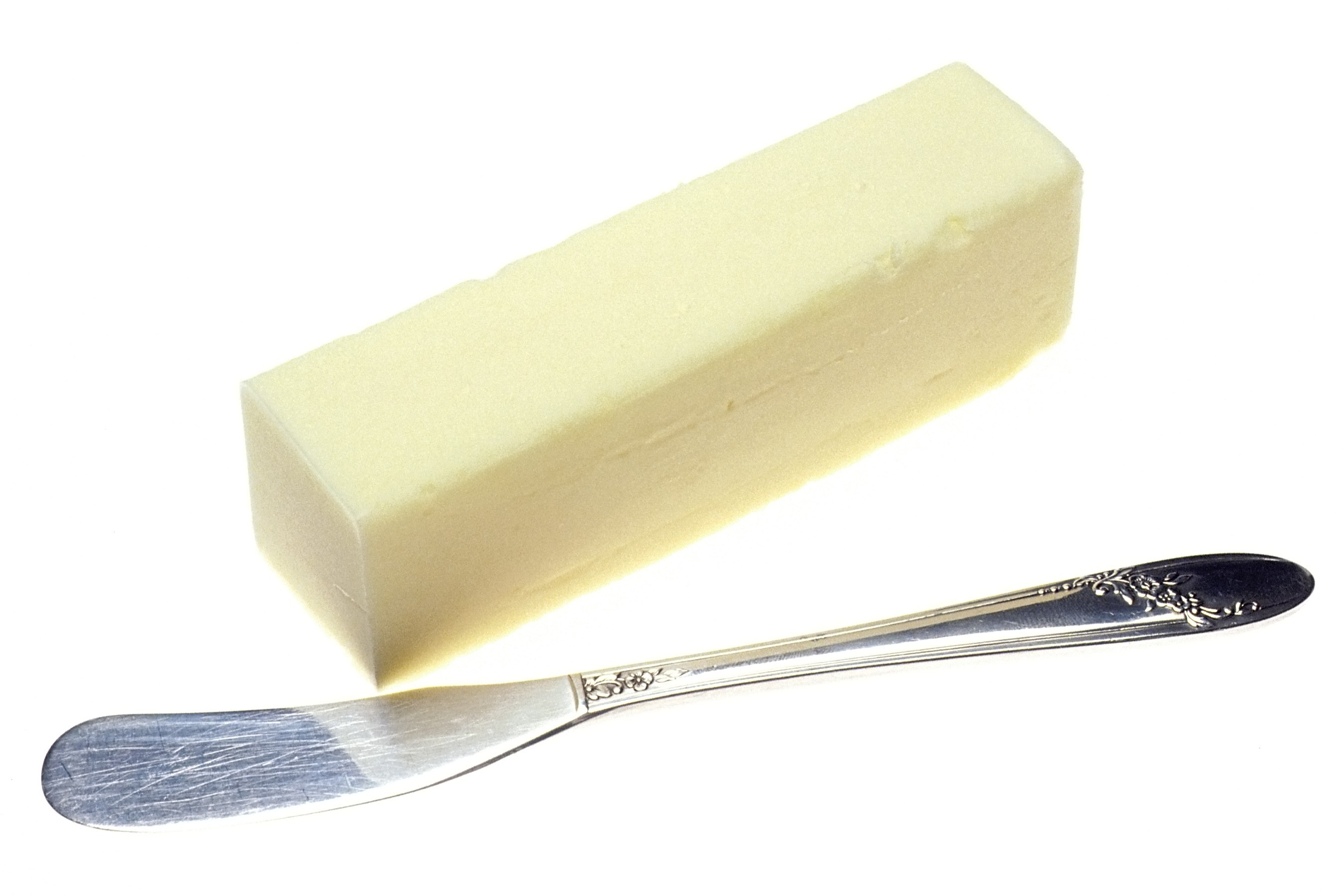
الزبدة والسكين التي تستعمل في دهن الزبدة.

الزبدة هي المادة الدهنية الموجودة في الحليب، ويتم الحصول عليها من خض اللبن المتخمر أو القشطة المتخمرة أو غير المتخمرة بالأوعية خاصة بعدة طرق. وهي عبارة عن منتج مصنوع من المكونات الصلبة في الحليب (الدهون والبروتين). وعلى الرغم من أن الزبدة غالبا ما تكون مصنوعة من حليب الأبقار، إلا أنها يمكن أن تكون مصنوعة من الحليب من الأغنام أو الماعز أو الجاموس أو الثدييات الأخرى.

## أصل الكلمة
في اللغة العربية - زبدة مشتقة من كلمة «زبد» ومعنى كلمة زبدة في معجم المحيط هو «ما يعلو الماء أو اللبن أو غيرهما من الرغوة»، أما معنى زبدة في معجم لسان العرب هو «زبد السمن قبل أن يسلأ، والقطعة منه زبدة وهو ما خلص من اللبن إِذا مخض، وزبد اللبن أي غوته».

## الفرق بين الزبدة والسمنة
الزبدة هي أحد المنتجات الحليبية الهامة وتستخلص من اللبن الرائب، حيث تطفو المادة الدسمة على سطح اللبن المخيض، وتستخلص الكتلة الدهنية، الصلبة المتكونة منها. وهي تحتوي على اثنين وثمانين بالمئة دهن، واثنين بالمئة مكوّنات غير دهنية (كازين، ولاكتوز، وأملاح معدنية) وستة عشر بالمئة ماء. أمّا السمن فهو أحد المنتجات الدهنية الحليبية الهامة، وهو ناتج حليبي دهني يحتوي على دهون صافية مصنوعة من القشدة، أو من الزبدة بعد التخلص مما بهما من ماء، ومواد صلبة لا دهنية. يحتوي السمن على ثمانية وتسعين دهن، والباقي ماء، وأملاح، وهو بيئة غير صالحة أبدا لنمو الميكروبات، أي أن عمره التخزيني طويل جداً قد يمتد لسنة أو أكثر، إذا ما حفظ في أوانٍ محكمة الإغلاق.

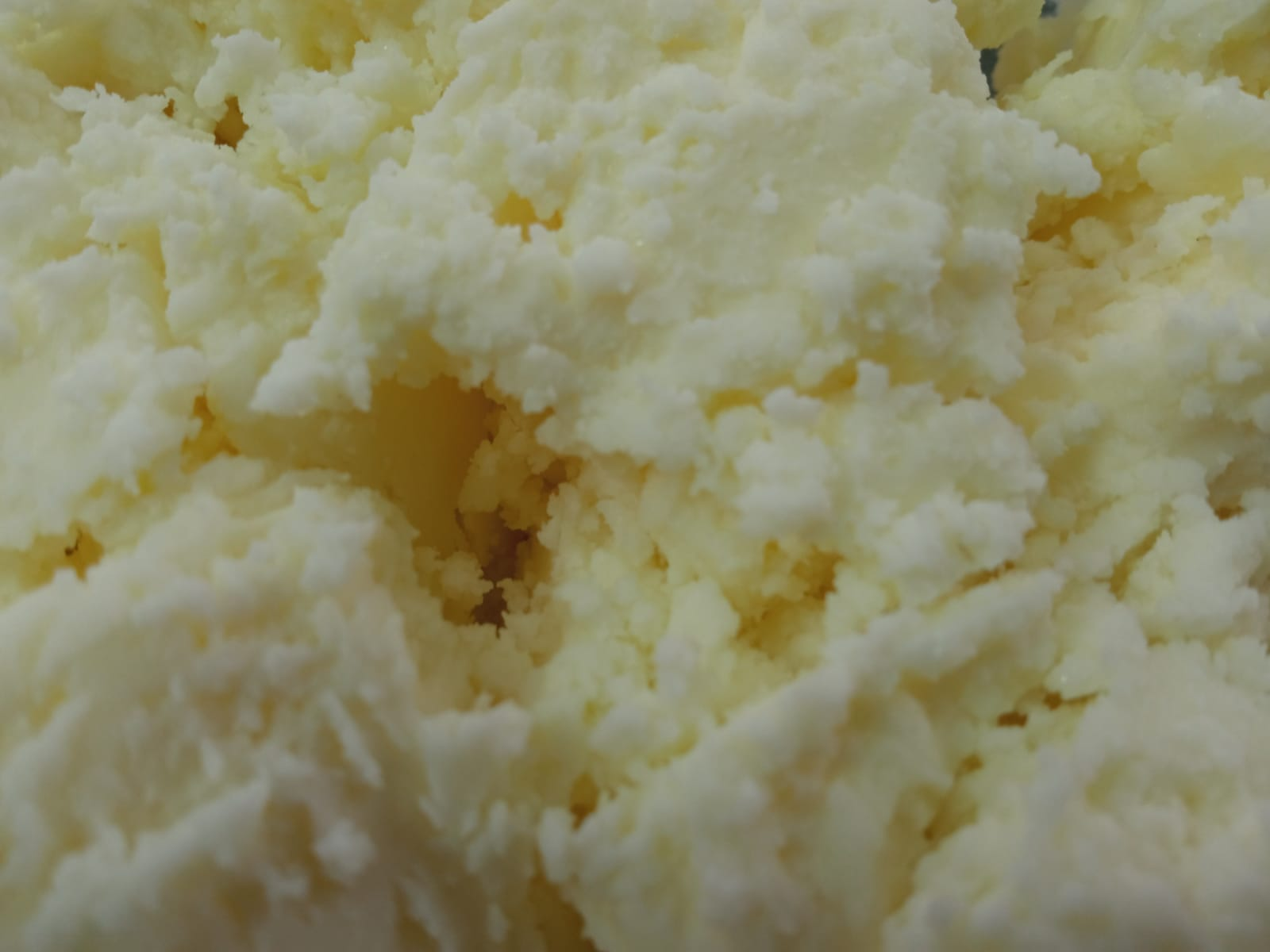
زبدة مصنوعة في مدينة نابلس الفلسطينية

## تاريخ الزبدة
تعتبر الزبدة منتج قديم كقدم الحضارة الغربية. في روما القديمة، كان يستخدم كدواء يبتلعه المريض عندما يصاب بالسعال أو يدهن على المفاصل المؤلمة. أما في الهند، قدم الهندوس للورد كريشنا علبًا مليئة بالزبدة. وفي الكتاب المقدس، تعتبر الزبدة طعامًا للاحتفال، وقد ورد ذكره لأول مرة عندما قدم إبراهيم وسارة لثلاثة من الملائكة الزائرين وليمة من اللحم والحليب والدهن الأصفر الكريمي. واستخدمت الزبدة في تغذية الإنسان ولأغراض طبية وتصفيف الشعر من الإغريق والرومان منذ نحو 2000 سنة قبل الميلاد، وكانت تُصنع في المزارع بطـرائق بدائـية حتى منتـصف القـرن السادس عشر. من خلال إستخرج الحليب من الأغنام أو الماعز ثم بعد ذلك وضعها في جلد ماعز نصف مملوء بالحليب ومضخم بالهواء قبل إحكام غلقه. ثم يتم تعليق الجلد بالحبال على حامل ثلاثي القوائم، ويهز وتؤدي الحركة إلى تكوين الزبدة. لا تزال تستخدم هذه الطريقة حتى اليوم في أجزاء من إفريقيا والشرق الأدنى. وقد بدأت التطورات المهمة في تصنيـعها مع اختراع الفرّاز (separator) عام 1879، ثم بسترة (pasteurization) القشدة المعدّة لصناعتها في العام التالي، واستخدام البـادئات (starter cultures) عام 1890. وتتالت التحسينات في تصنيعها حتى حلّ الخضّاض المصـنوع من الفولاذ غـير القابل للصدأ محل الخضّاض الخشبي عام 1935، وتطورت صناعة الزبدة بعد ذلك بشكل ملموس.
فضل سكان البحر الأبيض المتوسط دائمًا الزيت في طبخهم. يبدو أن الزبدة كانت هي الدهن المفضل لقبائل شمال أوروبا لدرجة أن الشاعر اليوناني أناكساندريدس أشار بسخرية إلى البرابرة من الشمال على أنهم «أكلة الزبدة». من المحتمل أن يكون المناخ قد لعب دورًا رئيسيًا في الأذواق الإقليمية، حيث سمح الطقس البارد عند خطوط العرض الشمالية للناس بتخزين الزبدة لفترة أطول من ثقافات البحر الأبيض المتوسط. بحلول القرن الثاني عشر ، كانت تجارة الزبدة مزدهرة في جميع أنحاء شمال أوروبا. تظهر السجلات أن التجار الإسكندنافيين يصدرون كميات هائلة كل عام. كانت الزبدة ضرورية جدًا للحياة في النرويج، على سبيل المثال، طالب الملك بدلو كامل من الزبدة كل عام كضريبة. بحلول العصور الوسطى كانت الزبدة منتشرة بين الفلاحين كمصدر رخيص للغذاء، وحظيت بتقدير النبلاء لثراءها على اللحوم والخضروات المطبوخة. ومع ذلك، لمدة شهر واحد من كل عام، كان الأوروبيون معظمهم من المسيحيين يستحقون الدهن دون الدهون المفضلة لديهم. حتى القرن السابع عشر، تم حظر تناول الزبدة أثناء الصوم الكبير. بالنسبة للأوروبيين الشماليين الذين لا يستطيعون الحصول على زيوت الطهي، قد يكون صنع الوجبات صراعًا خلال الأسابيع التي تسبق عيد الفصح. في الواقع، أثبتت الزبدة أنها ضرورية جدًا للطهي، لدرجة أن الأثرياء غالبًا ما دفعوا للكنيسة مبالغ ضخمة للسماح لهم بأكل الدهون خلال شهر
في أيرلندا ، كانت الزبدة مهمة جدا منأجل رفع الاقتصاد الأيرلندي لدرجة أن التجار فتحوا مكان لتبادل الزبدة في مدينة كورك للمساعدة في تنظيم التجارة. اليوم، تعد براميل الزبدة الأيرلندية القديمة، والتي كانت تُدفن تقليديًا في مستنقعات للشيخوخة (bogs for aging)، من بين الاكتشافات الأثرية الأكثر شيوعًا في جزيرة الزمرد. في فرنسا ، كان الطلب مرتفعًا على الزبدة بحلول القرن التاسع عشر لدرجة أن الإمبراطور نابليون الثالث عرض جائزة كبيرة لأي شخص يمكنه تصنيع بديل. في عام 1869 ، فاز كيميائي فرنسي بالجائزة عن منتج جديد مصنوع من دهن البقر المصنوع ومنكه بالحليب. أطلق عليها اسم «الأوليومارجرين»، واختصر لاحقًا إلى المارجرين فقط.عبر المحيط الأطلسي ، بدأ استهلاك الزبدة مع الحجاج، الذين حزموا عدة براميل لرحلتهم في ماي فلاور. خلال القرون الثلاثة التالية ، أصبحت الزبدة عنصرًا أساسيًا في المزرعة الأمريكية. في مطلع القرن العشرين ، كان الاستهلاك السنوي للأمريكيين يبلغ 18 رطلاً من الزبدة للفرد ما يقرب من عصا ونصف للفرد في الأسبوع.

## فوائد الزبدة

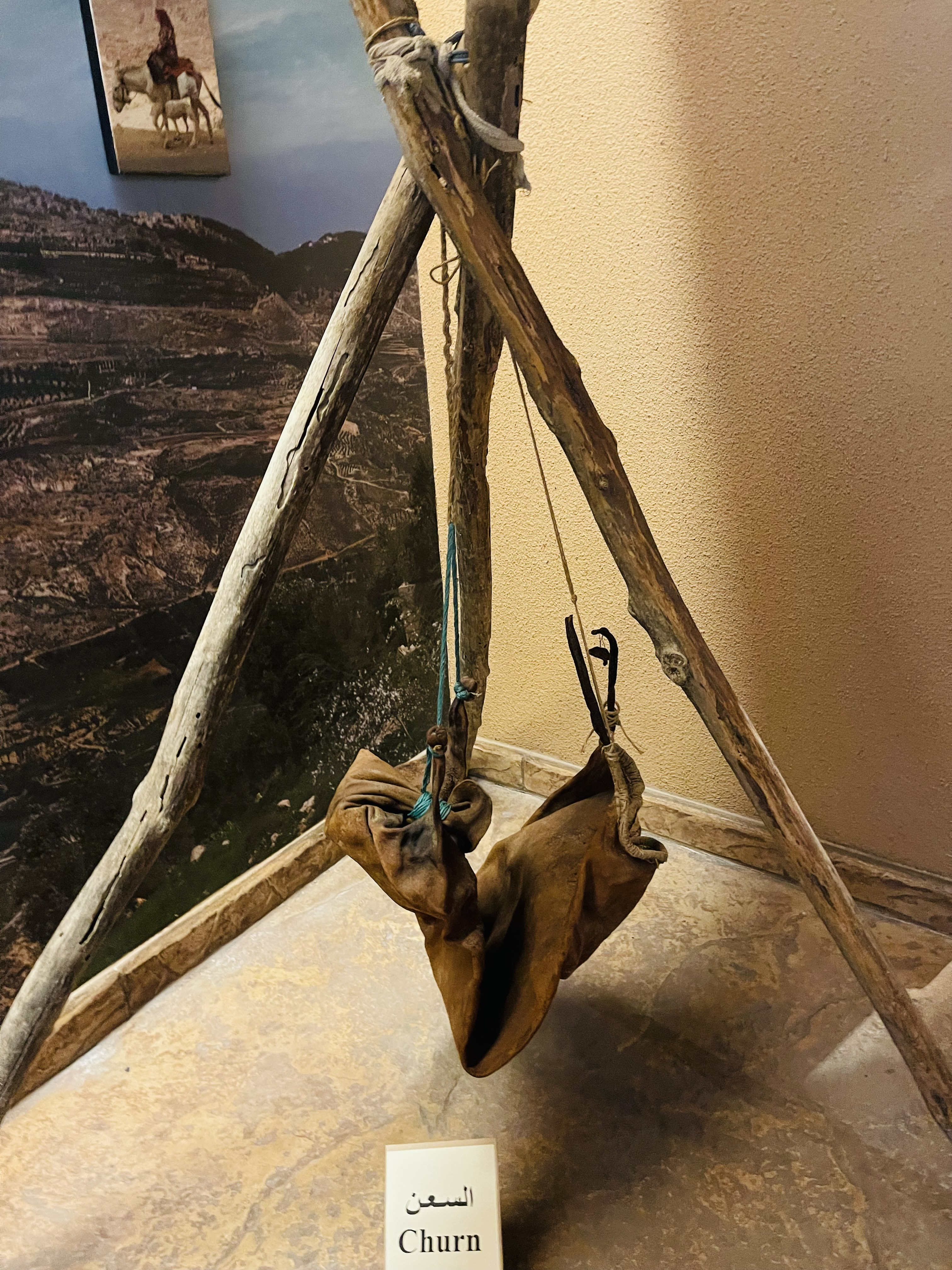
سعن: أداة تقليدية تستخدم في البادية لفصل الزبدة عن الحليب

تمتلك الزبدة العديد من الفوائد الصحية للجسم، ومنها: الحفاظ على صحة الجلد، وحمايته من الأمراض، والوقاية من أنواع السرطانات المختلفة مثل: سرطان القولون، سرطان الثدي، سرطان البروستاتا، سرطان الجلد، وغيرها، وتحسين نشاط الأمعاء، وزيادة معدل مستويات التمثيل الغذائي، وعلاج التهاب القولون، وتجديد الخلايا المبطنة للقناة الهضمية، وتحسين عملية هضم البروتينات في الجهاز الهضمي، وتعزيز عملية امتصاص السوائل في الجسم، وعلاج مرض «كرون»، وهو عبارة عن التهاب الأمعاء، وتعزيز كفاءة ووظائف الغدة الدرقية، وتقوية العظام، والحماية من الإصابة بمرض هشاشة العظام، ويزيد من ليونة الشرايين؛ وبالتالي يزيد من تدفق الدم إلى تلك الشرايين، وتعزيز صحة الأسنان والأظافر، ويساعد في الحفاظ على صحة الشعر، وحمايته من التساقط والجفاف، وتعزيز إنتاج الحمض النووي الرايبوزي في الخلايا (RNA)، وتعزيز الجهاز المناعي في الجسم، وحماية القلب من الإصابة بالأمراض، وحماية العين من الإصابة بالأمراض، وتوفير الرؤية الأفضل، ويساعد في معالجة السكري من النوع الثاني؛ وذلك إذا تم تناول الزبدة باعتدال، وتعزيز نمو الخلايا الدماغية لدى الأطفال، وتعزيز الجهاز العصبي، وزيادة كفاءة وظائفه، وتحسين الحالة المزاجية.

## أضرار الزبدة
للزبدة أضرار متعلقة بالقلب وتتمحور تلك الأضرار حول رفع الزبدة لمعدل الدهون والكوليسترول، وارتفاع ضغط الدم، بالإضافة إلى رفع مستوى الأنسولين في الدم، وتظهر أضرار الزبدة على القلب في إصابته بالأمراض الشريانية أو التاجية مثل مرض تصلب الشرايين. حيث أنّ تراكم الكولسيترول والدهون في الجسم يؤدي إلى ترسب العديد من الطبقات الدهنية على الشرايين، ومن ثم تعرضها للضيق وقلة الدم المتدفق إلى القلب، وبالتالي الإصابة بالجلطات القلبية وتصلب الشرايين.وتزيد احتمالية الإصابة بالسمنة وزيادة الوزن ونسبة الخمول في الجسم. وبالنسبة للأشخاص الأصحاء الذين لا يعانون من أي اضطرابات صحية فينصح بعدم تجاوز ملعقتين من الزبدة في اليوم، وذلك تفادياً لأي أعراض سلبية محتملة.

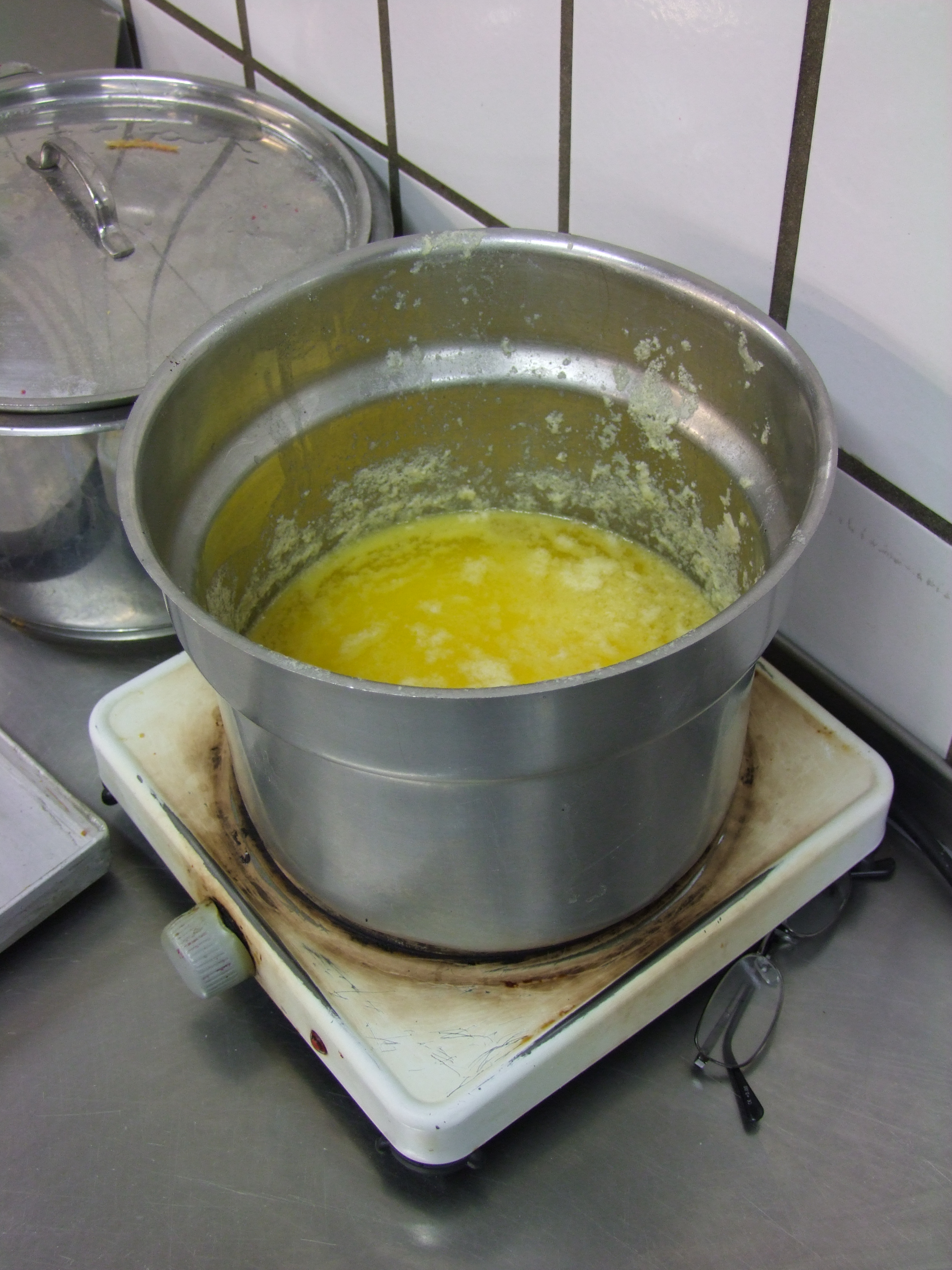
إنتاج الزبدة

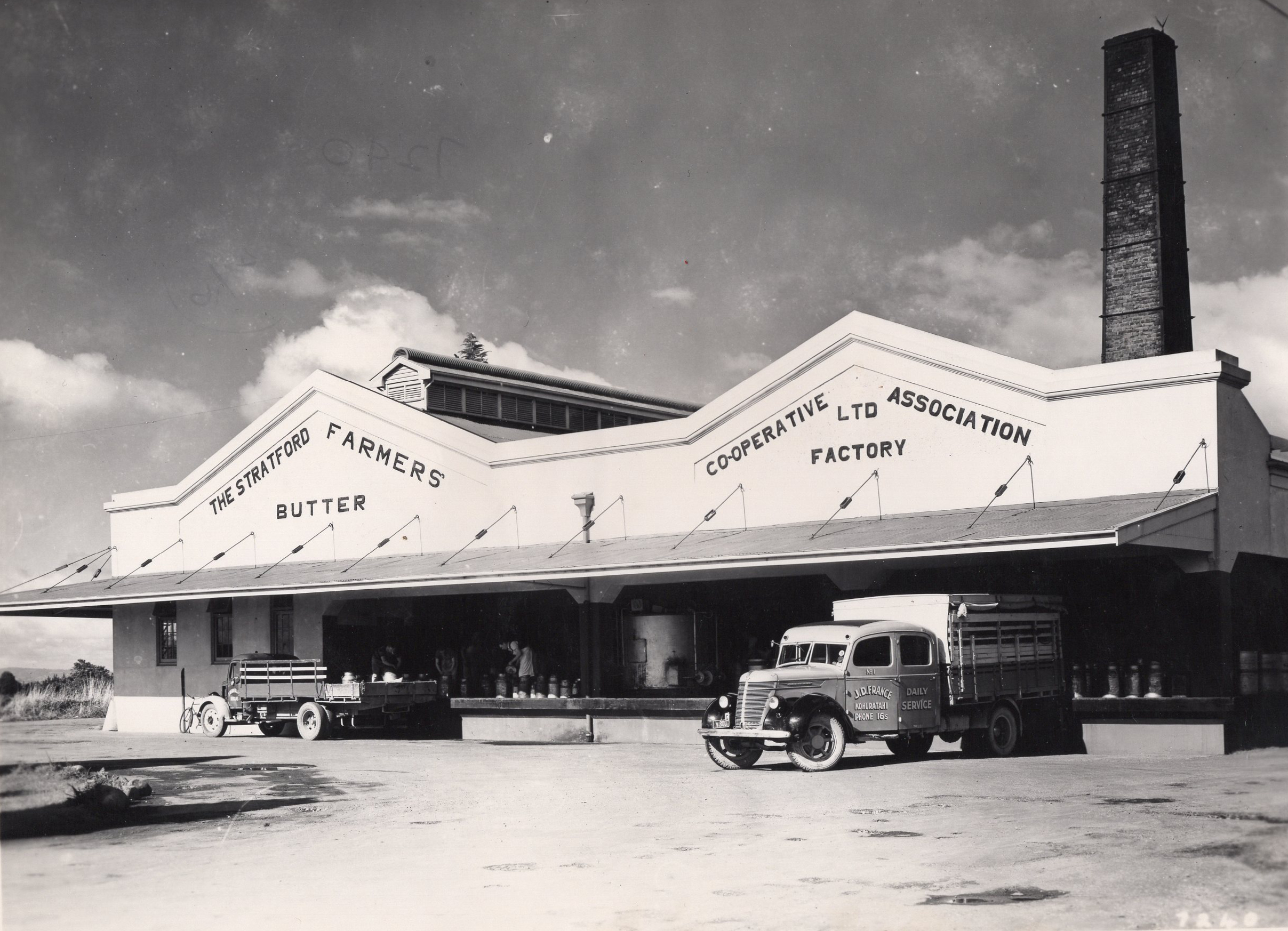
مصنع زبدة

## الإنتاج
يقوم مبدأ صناعة الزبدة على تحويل المادة الدهنية «القشدة» من دهن منتشر في الماء، إلى ماء منتشر في الدهن، وهذا ينتج بسبب عمليّة رج اللبن الرائب لمدة زمنية معينة، حيث تتجمع حبيبات الدهن في صورة حبيبات منفصلة من الزبدة. وتوجد طريقتين لإستخراج الزبدة من اللبن: الطريقة القديمة وهي طريقة تقليدية تعتمد على وضع اللبن الرائب أو القشدة في الأوعية خشبية أو البلاستيكية أو من الستانليس ستيل أو في الأكياس مصنوعة من جلد الحيوانات بعد وضع اللبن في الأوعية يتم رج اللبن بقوة حتى يتم فصل حبيبات الدهن عن الحليب المتبقي والذي يعرف باسم لبن الخض حيث أن كثافة المادة الدهنية أقل من كثافة مكونات الحليب الأخرى فإنها تطفو على السطح ويتم إزالة الزبدة باليد. أما الطريقة الحديثة عن طريق الخضاضات وهي عبارة عن جهاز يدار إما باليد أو بمحرك ويتكون من مضارب خشبية أو بلاستيكية تعمل هذه المضارب على ضرب ورج اللبن بقوة حيث تقوم بفصل الحبيبات الدهنية عن مكونات الحليب الأخرى.

### طريقة تصنيع الزبدة في المصانع
أولاً يتم إحضار الحليب من معامل الألبان إلى المصنع من مزرعة الأبقار أو الأغنام، ومن ثم يتم فحص المنتج وتصنيفه إلى مجموعات مختلفة حسب جودته. يصفى اللبن لإزالة الشوائب، ثم يفصل بقوة الطرد المركزي، بعد ذلك يتم ضخه في جهاز دوار رأسي أسطواني كبير، وعند تشغيله يدور السائل حتى ترتفع الكريمة إلى الأعلى. بعد ذلك يتم إدخال الكريمة في أحواض كبيرة من الفولاذ المقاوم للصدأ وتسخينها إلى 180 درجة فهرنهايت لمدة ثلاثين دقيقة تقريباً لإزالة أي نوع من البكتيريا العالقة. يترك الخليط ليبرد، ثم يوضع في مزبد ميكانيكي كبير مصنوع من الألومنيوم، حيث عندما يتم تنشط هذا المزبد (المخضض) يقوم بإسقاط الكريمة مثل حركة مجفف الملابس، في هذا الأثناء يراقب العامل العمل من خلال نافذة زجاجية صغيرة موجودة على المخضض. بعد حوالي 45 دقيقة تقريباً، تبدأ حبيبات صغيرة من الزبدة في التكون وتفصل الزبدة عن اللبن. يضاف بعدها الملح ويخض الخليط جيداً، وعند اكتمال العملية يتم وضع جهاز متحرك من الفولاذ المقاوم للصدأ يسمى أحياناُ (القارب)، بجوار فتحة المخمد الميكانيكي. ثم يفتح باب الخلاط وتبدأ الزبدة بالتدفق إلى القارب، بد ذلك يتم تغليفها في علب كرتون وزنها حوالي (30كيلوغرام) وإرسالها للموزع. يتم إعادة تعبئة الزبدة للاستخدام الاستهلاكي وتصبح جاهزة لاستخدامها للشحن وفي صناعة المواد الغذائية.

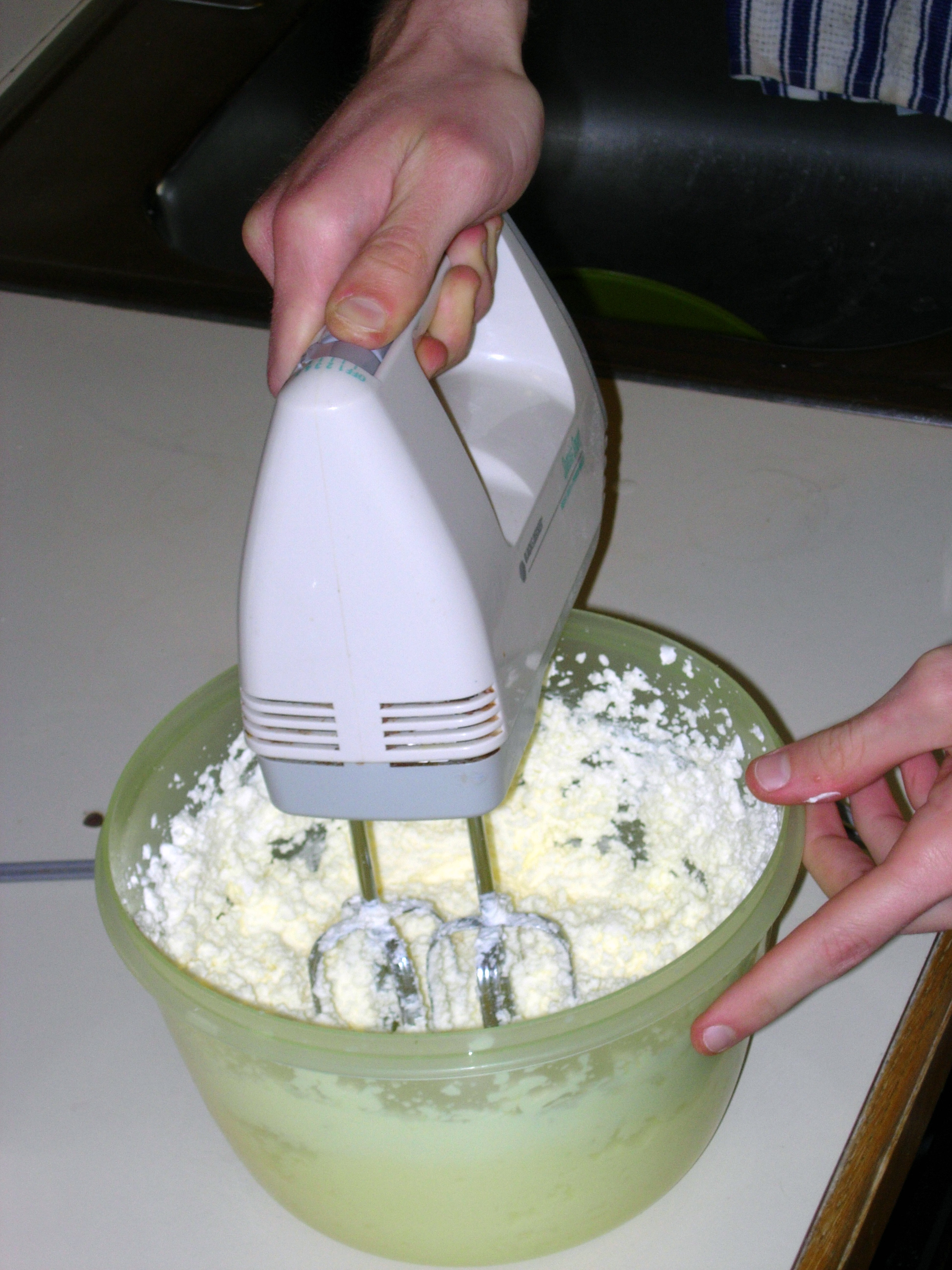
خلط الكريمة في الزبدة باستخدام خلاط يدوي

### طريقة تصنيع الزبدة في المنزل
يُمكنكِ صنع الزبدة في المنزل بنفسكِ وبخطوات بسيطة باستخدام لتران من الحليب السائل كامل الدسم، أو حليب البقر. أولا ضعي كمية الحليب السائل في قدر عميق وواسع، ثم ارفعيه على نار متوسطة دون تغطيته. اتركي الحليب على النار حتى يسخن جيدا دون الوصول للغليان، سوف تلاحظين تكوّن طبقة من الكريم أو الزبدة صفراء اللون على الوجه. اغرفي طبقة الزبدة المتكوّنة على الوجه باستخدام ملعقة ذات ثقوب صغيرة، ثم ضعيها في حافظة محكمة الاغلاق، وسوف تحصلين على كمية قليلة في كل مرة، ولك يمكنك تجميعها للحصول على كمية مناسبة. اتركي الزبدة حتى تبرد جيدا في حرارة الغرفة، ثم احفظيها في الثلاجة أو الفريزر لحين استخدامها لاحقًا.

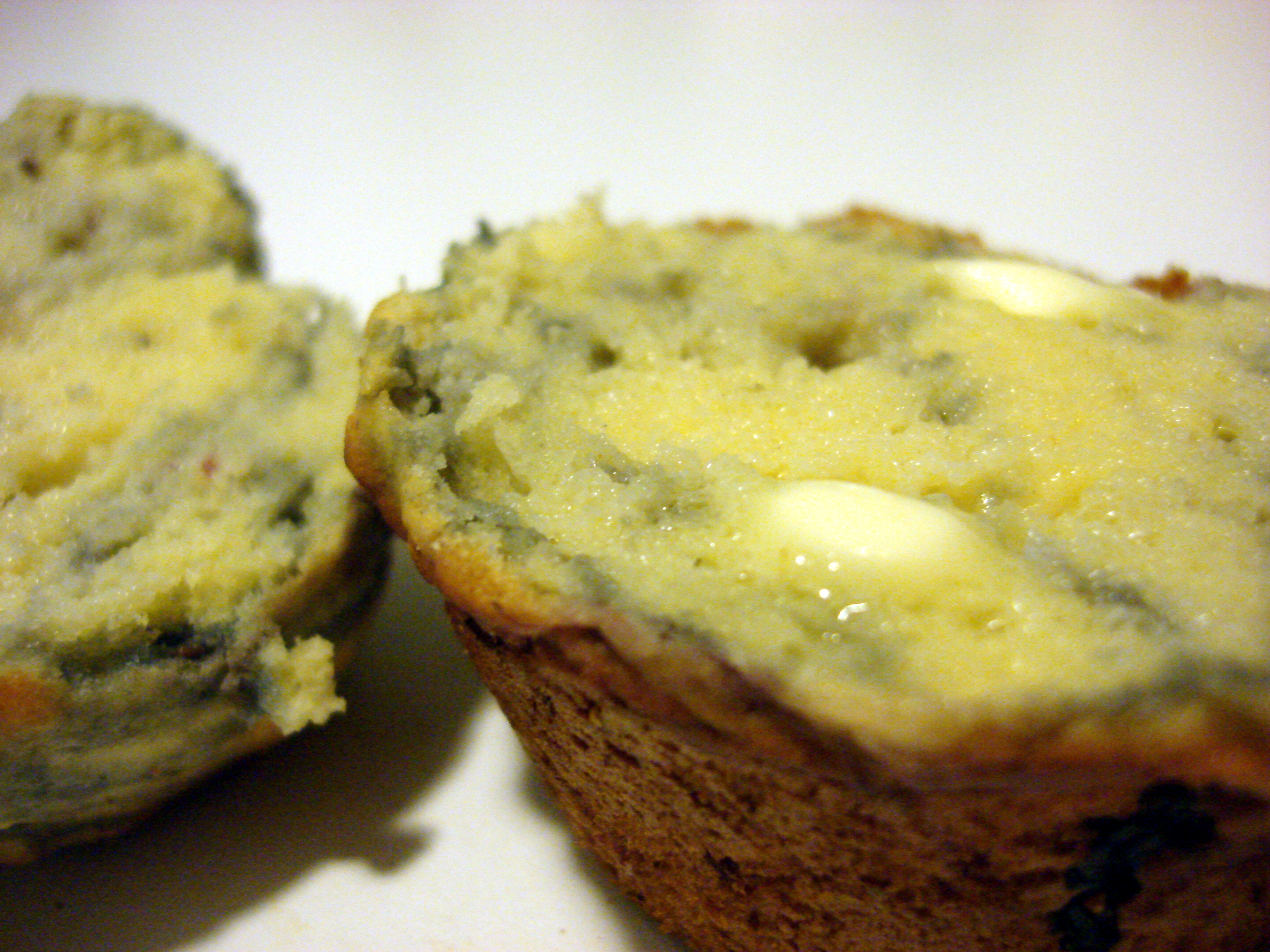
كعك المافن مع الزبدة المذابة

## أنواع الزبدة
يوجد العديد من أنواع الزبدة التي تستخدم في أغراض الطهي المختلفة ومن أهم هذه الأنواع ما يلي:
- زبدة العلف: وهي تلك الزبدة التي تستخرج من لبن البقر الذي يتغذى على الأعشاب بشكل أساسي وتكون لها نكهة نباتية أكثر.
- الزبدة المملحة: وهي نوع الزبدة التي تستخدم في صناعة المخبوزات والمعجنات.
- الزبدة الغير مملحة: وهي زبدة تكون محكمة في تصنيعها أكثر ومضبوط كمية المواد والمنكهات بداخلها وهي تستخدم في صنع الصلصات

- زبدة القشدة الطازجة: وهي يتم تصنيعها من القشدة الطازجة مباشرة بعد الفرز.

- زبدة القشدة الحامضة: هذا النوع من أنواع الزبدة الصحية التي تصنع من قشدة تعرضت أهمية تخمير بيولوجياً باستخدام أحد أنواع البكتيريا الصحية التي تستخدم في تصنيع الألبان الحامضية، ثم يتم إضافة بعض المنكهات لها.

- الزبدة العضوية: يتم تحضير هذا النوع من الزبدة من ألبان الماشية، التي تعتمد على تناول أغذية عضوية 100٪، ولا تحتوي على مبيدات حشرية ضارة أو أسمدة كيماوية، لم يتم إعطاء هذه الحيوانات هرمونات النمو أو المضادات الحيوية، وهناك بعض الزبدة العضوية المملحة ولكن غير المالحة مثل زبدة عادية.

- الزبدة المخفوقة: يحتوي هذا النوع من الزبدة على بعض الهواء أو غازات معينة، مثل النيتروجين، عند وضعها على الزبدة، فيبدو سمكًه أقل من الزبدة العادية، بينما تحتوي الزبدة منخفضة الكثافة على أقل من نصف السعرات الحرارية لكل ملعقة طعام، كما أن قوامها أفضل وأخف. ويفضل استخدم هذا النوع من الزبدة على الخبز المحمص، والحلويات، وليس للخبز أو الطهي.

- الزبدة القابلة للفرد: وهي عبارة عن خليط من الزبدة العادية والزيت النباتي وبعض الأطعمة الأخرى وعوامل النكهة، حتى لو تم تخزينها في الثلاجة، فإن قوام هذه الزبدة طري جدًا، لذا فهي تعد مناسبة للتوست، ولا تستخدم للخبز، والطهي.

- زبدة قليلة الدسم: بالمقارنة مع الزبدة العادية، ينخفض محتوى السعرات الحرارية لهذه الزبدة بمقدار النصف، لأنها تحتوي على ما يصل إلى 40٪ من دهن الحليب، وهذه الزبدة مصنوعة من الماء وحمض اللاكتيك وإضافات أخرى، لذلك لا ينصح بها للخبز أو الطهي.

- الزبدة المنكهة: وهي نوع من أنواع الزبدة الصحية العادية مضاف إليها مواد منكهة أخرى مثل البهارات والأعشاب أو الثوم، والزبدة المنكهة المستخدمة في الطعام لها نكهات متنوعة بالإضافة إلى نكهة الزبدة العادية.

- زبدة المِش: هي عبارة عن زبدة محضرة من المِش الذي أُزيل عن اللبن وقت تحضير الجبن، تمتاز زبدة المش باللون الأصفر القاتم وطعمها أكثر قوةً من الزبدة المخمرة، ويشبه طعمها طعم الجبن وأحياناً تكون ذات طعم فيه ملوحة، إذا كانت مصنعة من لبن مضاف إليه الملح، ويوجد هذا النوع من أنواع الزبدة الصحية في السوبر ماركت، والمحلات الكبرى، ومنافذ بيع الجبن والألبان والزبدة.[11]

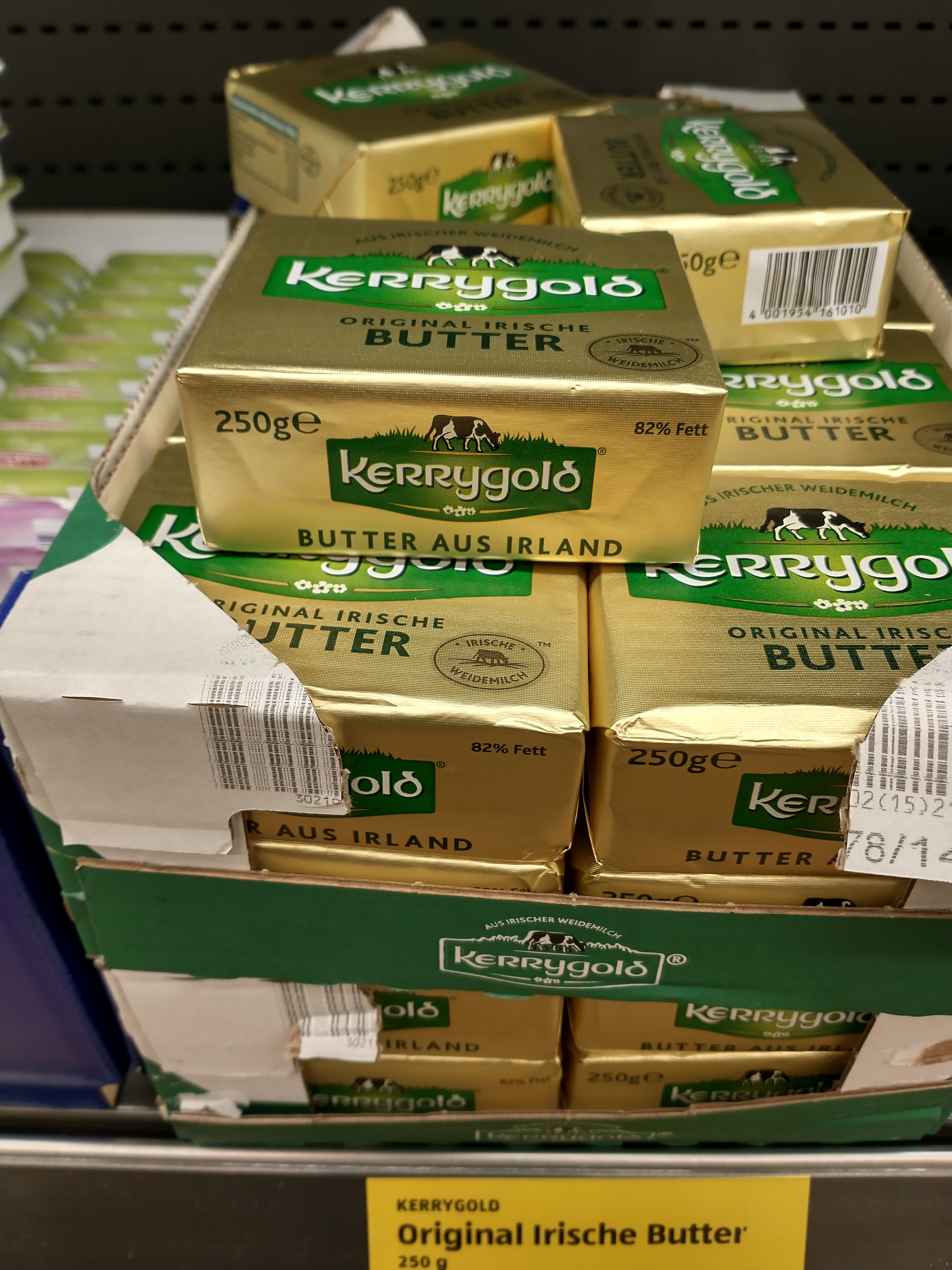
نوع من أنواع الزبدة في الأسواق

### أشهر أنواع الشركات المصنعة للزبدة
الزبدة هي أحد أنواع المنتجات التي لا يمكن الاستغناء عنها داخل أي مطبخ، لأنها من المكونات الأساسية للكثير من المأكولات خاصة الحلويات، لأنها تضيف الطعم الممتاز وجودة الصنع للعجائن والمخبوزات، كما أنها أخف بكثير من الزيوت المهدرجة وكافة أنواع السمن، لذلك يفضلها الكثيرون لاستخدامها في تجهيز الوجبات لأنها أقل ضررا على الصحة وهناك العديد من الشركات المصنعة للزبدة منها: ماركة Land O’Lakesهذه الزبدة من أروع الأنواع الموجودة في الأسواق العالمية، وهي من الأنواع الخفيفة المستخدمة في صناعة المخبوزات حيث تضيف الكثير من الطعم الحلو والنكهة اللطيفة، لذلك فهي تضيف قيمة غذائية وطعم ممتاز في أي طبق تدخل فيه. ماركة Kerrygold Butter وهي من أنواع الزبدة المملحة المتوفرة في الأسواق والتي تتميز بقوامها الناعم والمتماسك، فيمكن تشكيله بسهولة لدخوله في كافة المخبوزات والوجبات، وهو من المواد الغذائية المناسبة جدا والمتفوقة في الطعم والنكهة، فهي مصنوعة من الحليب والملح ولا يدخل فيها أي مواد حافظة أو صناعية. ماركة Plugra Butter هذا النوع من الزبدة يتميز بلونه الأبيض المائل إلى اللون الأصفر البسيط، وهي من أنواع الزبدة المملحة والتي تتميز بالمقام الكريمي الناعم والنكهات الطبيعية الخالية من أي مواد حافظة أو ألوان صناعية، لذلك يعطي هذا النوع من الزبد طعم رائع ولذيذ لكل الأكلات. ماركة Challenge Butter من أكثر أنواع الزبد شعبية على مستوى العالم فمن وقت انشائها عام 1911 وهي تقدم أفضل طعم للزبد الطبيعي من دون أي مواد إضافية، لأنها ببساطة تصنع الزبد من أجود المكونات الطبيعية مما يضيف طعم رائع ونكهة طبيعية للمخبوزات والحلويات وهي من أكثر الأنواع مبيعا في أمريكا والعالم أجمع . ماركة President Butter وهي العلامة التجارية الرائدة في عالم منتجات الألبان والتي تقدم أفضل طعم للزبد من دون أي منكهات صناعية، لأنها ببساطة تصنع الزبد من الكريم المبستر والملح الخفيف مما يعطي طعم كريمي رائع، وقوامها ناعم مما يعني تشكيله بسهولة لاستخدامه في تحضير كافة الأكلات. ماركة Darigold Butter وتعد من أفضل أنواع الزبدة فهي تتكون من مكونات طبيعية مائة بالمائة بدون أي مواد حافظة أو ملونات صناعية، لذلك تتميز بالنكهة الطبيعية والتي تميز طعم المخبوزات عن غيرها، ويعتبر هذا النوع من الزبدة هو الأكثر مبيعا في معظم دول العالم لأنه من ماركة منتجات ألبان عالية الجودة .ماركة Amul آمول هي شركة هندية معروفة بمنتجاتها العالية الجودة فهي تقدم مجموعة من منتجات الألبان الطبيعية ة والخالية من أي مواد صناعية، مثل اللبن الرائب والآيس كريم والحليب، ومعنى كلمة آمول في االلغة هي القيمة أو الناردرة، لذلك فهي تقدم منتجات قيمة وعالية الجودة ولابد من تجربتها.ماركة Cabot Salted Butter هذا النوع من الزبدة هو من الأنواع المملحة فهي مصنوعة من الزبدة المملحة وهي مفضلة لدى من يحب الطعم المالح في الطعام، بالإضافة إلى قوامها سهل الفرد والمناسب لتطبيق أشهى الأكلات بدون أي جهد لذلك هي من الأنواع الفريدة والتي تضيق قيمة غذائية وطعم فريد للطعام . ماركة GreenWise Butter من أكثر أنواع الزبدة المنتشرة في العالم والأكثر شعبية في أمريكا والتي تتكون من مكونات طبيعية تضيف طعم ممتاز جدا إلى الطعام خاصة الحلويات، وقوامها مضبوط جدا مما يسمح بفرده وتشكيلة بسرعة فائقة، بالإضافة إلى القيمة الغذائية لها لأنها مكوناتها طبيعية بلا أي ألوان صناعية. ماركة Breakstone Butter من أنواع الزبدة المكونة من مواد طبيعية مائة بالمائة بلا أي مواد حافظة، فإن قوامها ناعم جدا ويمكن استخدامها وتناولها وهي خام من دون إدخالها في المأكولات، كما أنها زبدة مملحة مضاف إليها القليل من الملح مما يعني طعمها اللطيف ونكهتها الممتازة جدا .

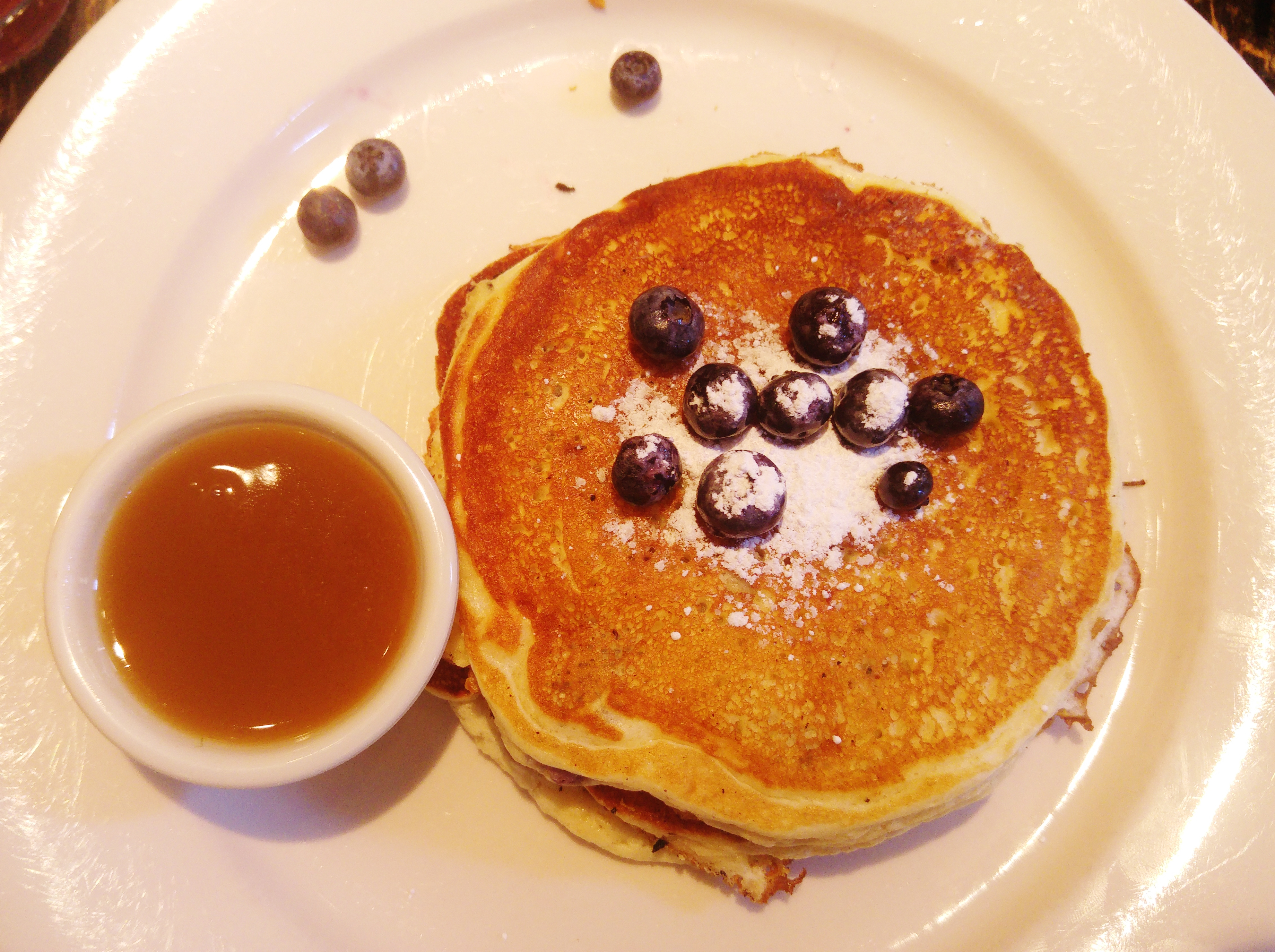
بان كيك بالزبدة

## إستخدامات الزبدة
استخدام الزبدة في المعجنات والحلويات والكيك، وكذلك يتم استخدامها في تحضير الطعام عبر إضافتها على الدجاج واللحوم والخضار. وتدخل الزبدة كمكون رئيسي في بعض الصلصات كالبيشاميل والبيرنيز وصلصة الهولينديز، ويبقى تناولها مع الخبز الفرنسي أو التوست أو مع شرائح السلمون المدخَن واللحم البارد. أيضا تتعدد إستخدامات الزبدة بعيدًا عن الطبخ، مثل التخلص من رائحة السمك في اليدين، أو إزالة الخواتم الضيقة من اليدين. وتساعد الزبدة على سهولة ابتلاع الأدوية، قُم بوضع طبقة من الزبدة على قرص الدواء قبل ابتلاعها.والتخلص من رائحة السمك وذلك عن طريق فرك اليدين بالزبدة، ثم غسلها بالماء والصابون. وتساعد الزبدة في التخلص نهائيًا من الأصوات المزعجة التي تنتج من الأبواب أو النوافذ، أو ما تُسمى بـ"الصرير. وتساعد في سهولة خروج الخاتم العالق من اليد، قُم بوضع كمية قليلة من الزبدة على الإصبع لتسهيل إزالته. أما في حالة جفاف اليدين ضع كمية لا بأس بها من الزبدة على اليدين وفركها بلطف، فهي تساعد على ترطيب البشرة وجعلها ناضرة. وتساعد على تقوية الأظافر، وعلاجها من التكسير والانشقاق والجفاف.وتستخدم كبلسم للشعر حيث تعتبر من الماسكات الطبيعية للشعر، حيث تساعد على تقوية الشعر، وتغذيته. يترك على الشعر لمد لا تقل عن 20 دقيقة ثم قم بشطفها جيدًا. ويقلل من الطفح الجلدي، فوضع طبقة واحد من الزبدة يساعد على ترطيب وتقوية الجلد. ويساعد علاج تهيج البشرة حيث تحتوي الزبدة على البروتين الهام لعلاج الندبات والحروق الطفيفة. ومهم في إزالة اللبان العالق في الشعر فعند وضع قطعة صغيرة من الزبدة على بقايا اللبان، فإنها تذيبها وتزيلها.

## طرائق التصنيع
تبستر القشدة المعدّة لصنع الزبدة قبل خضّها لقتل الجراثيم (البكتيريا) الضارة وإتلاف الإنزيمات، وتبرَّد بعد ذلك إلى 4ْ درجات مئوية وتُحفظ حتى المباشرة بتصنيعها بإحدى الطرائق الآتية:
1. طريقة الخضاض churn: تعتمد هذه الطريقة على القضاء على خاصية الاستحلاب للدهن بوساطة الخلط الميكانيكي للقشدة (التي تبلغ نسبة الدهن فيها 40-50%) في خضّاضات اسطوانية معدنية كبيرة من الفولاذ غير القابل للصدأ، مزودة بمضارب داخلية تدور بسرعة تراوح بين 20 و 50 دورة في الدقيقة، فيؤدي ذلك إلى تحويل القشدة (مستحلب الدهن في الماء) إلى الزبدة (مستحلب الماء في الدهن) وانفصال المخيض butter milk، ومن ثم تُغسل بالماء البارد وتُعجن تمهيداً لتعبئتها. ولبن الخض هو اللبن الناتج من عملية الخض وهو يحتوي على نسبة قليلة جدا من الدهن والبروتينات وعلى نسبة عالية من الأملاح المعدنية والماء. يستخدم لبن الخض للتغذية حيث يسهل عملية الهضم ويستخدم أيضا لتغذية صغار الحيوانات.
2. الإنتاج المستمر continuous production:طريقة التكتل المستمر (طريقةFritz): تعتمد هذه الطريقة على مبدأ الخضاض التقليدي، حيث تُدفع القشدة إلى اسطوانة مزودة بخفاقات تدور بسرعة كبيرة (2000 - 3000 دورة في الدقيقة) مما يؤدي إلى تشكل سريع لحبيبات الزبدة التي تُدفع إلى القسم الثاني من الأسطوانة لتصفية المخيض، ثم غسيل وعجن الزبدة.
  - طريقة التركيز (طريقة Alfa): يُركز الدهن في القشدة حتى 82% بوساطة مثفِّلة خاصة ثم تحطيم أغلفة الحبيبات الدهنية وعكس طور المستحلب بوساطة جهاز مكون من ثلاث أسطوانات مبرَّدة بداخلها محرك أنبوبي يدور بسرعة 70ـ80 دورة في الدقيقة.
  - ـ طريقة التركيب (طريقةGolden flow): تعتمد هذه الطريقة على فصل الدهن من القشدة بوساطة التثفيل والحصول على طور دهني (85 ـ90% دهن)، ثم إعادة استحلاب محلول مائي في المادة الدهنية وإمرار المستحلب على جهاز عجن مبرد.
  - يُضاف الملح (كلور الصوديوم) بنسبة تراوح بين 0.5 و2.0% لإنتاج الزبدة المملحة، ويمكن إضافة مواد ملونة إلى الزبدة في فترات معينة من السنة لإعطائها اللون الأصفر الشاحب الذي تكتسبه عادة من الكاروتين الموجود في الأعلاف الخضراء.[15]

## التعبئة والتخزين

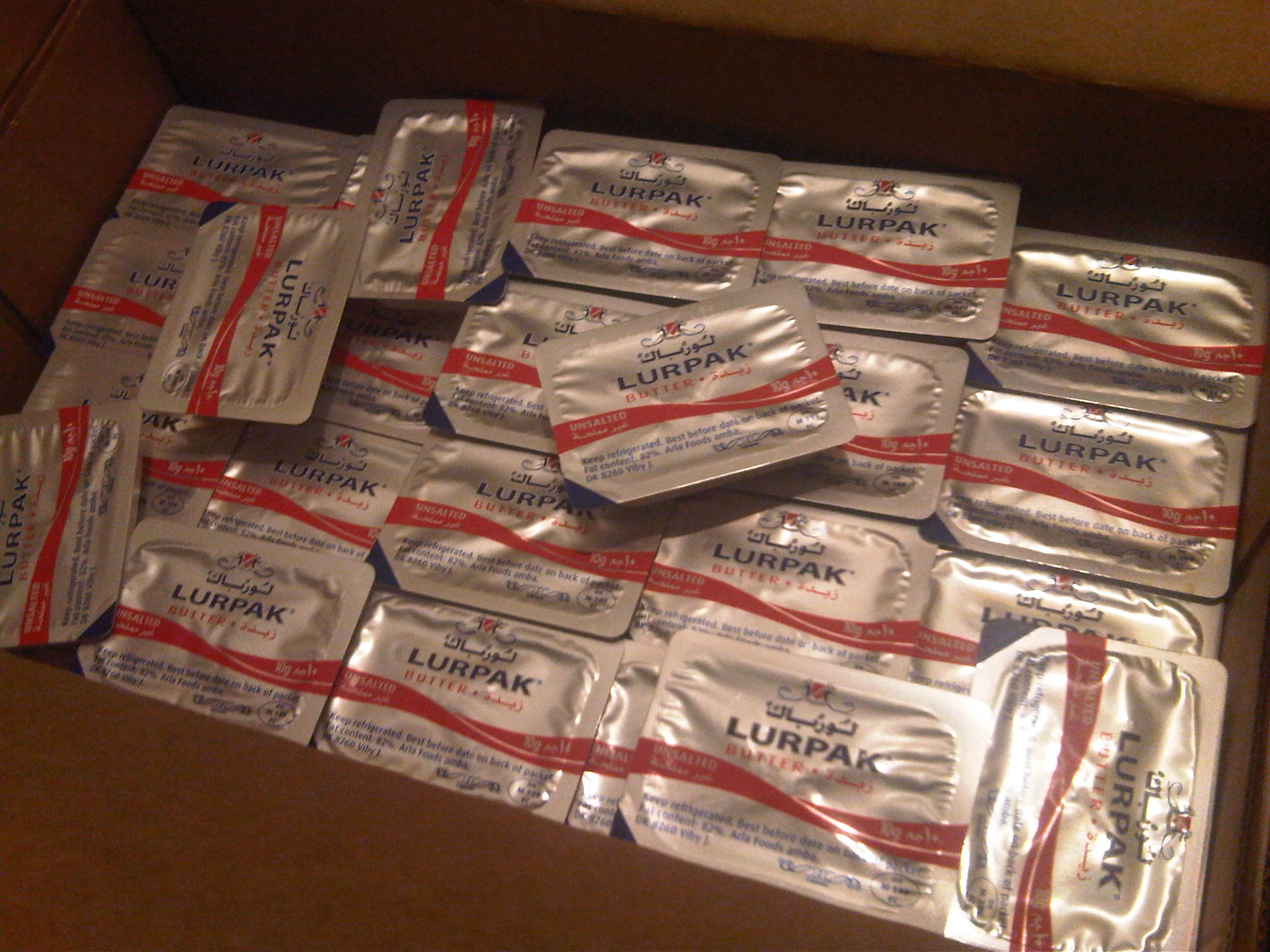
زبدة مغلفة.

تُعبّأ الزبدة في عبوات مختلفة الأحجام والأشكال وفقاً لاستعمالها التجاري: الزبدة المعدة للاستهلاك المباشر: تُعبأ في عبوات متفاوتة الأحجام تراوح بين 10و200غ. والزبدة المعدة للتخزين لفترة زمنية طويلة: تعبأ بعبوات كبيرة الحجم تراوح بين 5 و25كغ. وتُستخدم مواد متعددة لتغليف الزبدة من أهمها ورق الألمنيوم والورق البرافيني، كما يمكن استخدام المواد البلاستيكية مثل الكلور بولي فينيل PVC والبولي إيثيلين polyethylene . ويشترط في المواد المستخدمة للتغليف أن تكون غير نفاذة للماء أو الدهن أو الأوكسجين أو الضوء، ولا تتفاعل مع مكونات الزبدة، وذات قدرة توصيلية حرارية جيدة تسمح بالتبريد السريع للزبدة.

## أنظر أيضًا
- كريمة الزبدة (قشدة الزبدة)
- السمن النباتي
- السمن الحيواني
- زبدة الشيا
- زبدة الفول السوداني
- زبدة الكاكاو
- زبدة إسكتلندية
- زبدة حلوة
- زبدة مذوبة
- زبدة مملحة
- زبدة مقلية
- زبد البحر